# Hockenheim

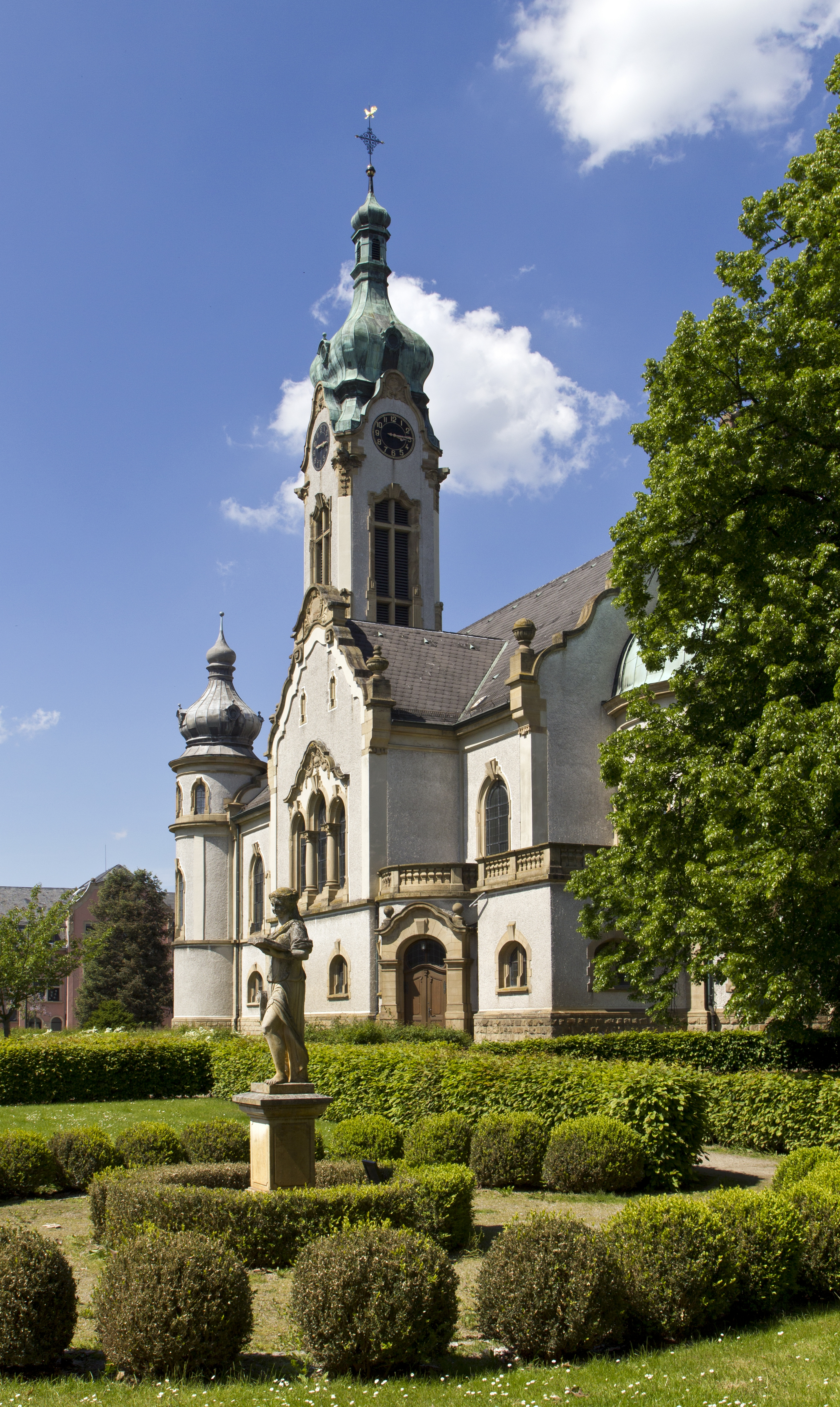
Biserica evanghelică

Hockenheim este o localitate din Germania, unde se află circuitul de curse auto pentru formula 1 care poartă același nume și care se află la circa 20 de km sud de Mannheim. De la data de 1 ianuarie 2001 Hockenheim a devenit district urban, de el aparținând localitățile Altlußheim, Neulußheim și Reilingen. Orașul este cunoscut mai ales pentru Circuitul Hockenheimring.